# Neohegelismo

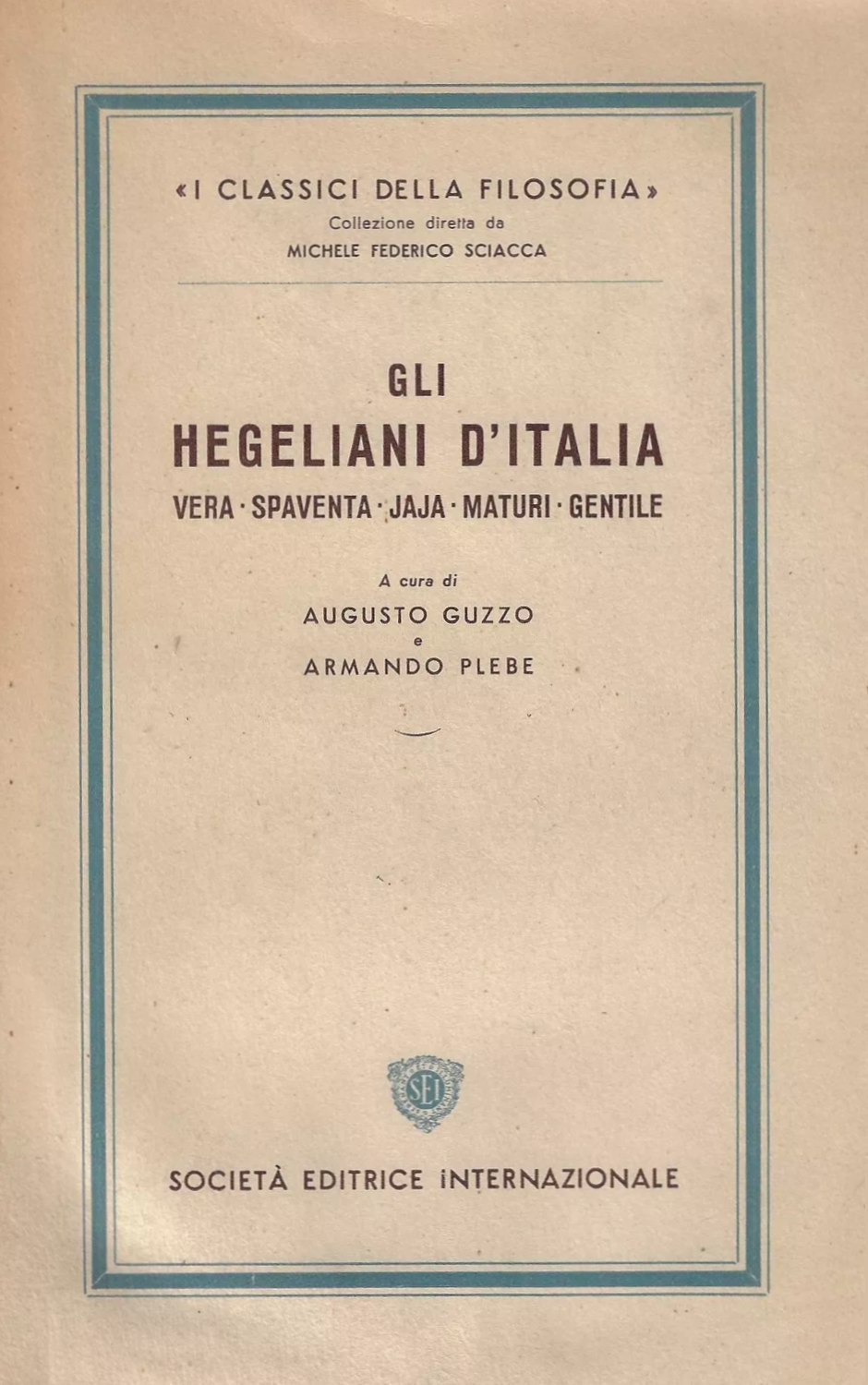
Gli hegeliani d'Italia, raccolta degli scritti filosofici di Vera, Spaventa, Jaja, Maturi, Gentile, curata da Augusto Guzzo e Armando Plebe.

Il neohegelismo o neoidealismo è un movimento filosofico sviluppatosi tra il XIX e il XX secolo principalmente nell'ambito della cultura anglo-americana e di quella italiana, che riprendeva l'idealismo storico e in particolare il pensiero di Georg Wilhelm Friedrich Hegel con le sue interpretazioni (hegelismo) e commistioni anche kantiane.
Il fenomeno interessò in ogni caso anche altri paesi, tra cui la Germania (che vide una rinascita dell'hegelismo ad opera di Kuno Fischer, Wilhelm Dilthey, Hans Freyer, Richard Kroner, Theodor Litt, ecc.); in misura minore Francia, Spagna, Russia, Scandinavia.

Mentre in questi, come in Inghilterra, si trattò di uno tra i vari movimenti filosofici, piuttosto secondario, in Italia il neohegelismo sarebbe invece divenuto predominante a livello nazionale, fin quasi alla metà del Novecento.

## Il neohegelismo inglese

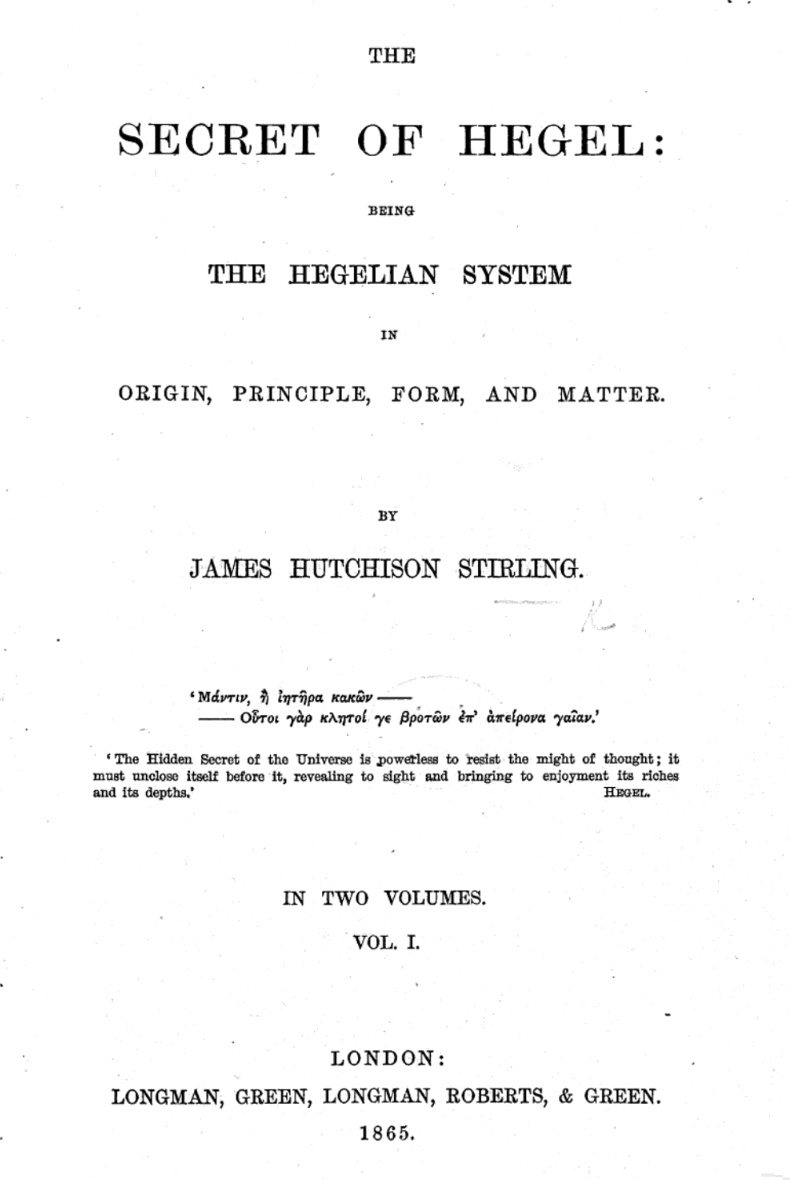
Frontespizio di The Secret of Hegel, di J.H. Stirling (1865)

Nel 1865 il filosofo scozzese James Hutchison Stirling con l'opera Il segreto di Hegel ebbe il merito di aver introdotto e diffuso per primo in Inghilterra il pensiero di Hegel, presentato come l'evoluzione della filosofia trascendentale di Kant. Il neohegelismo, in contrapposizione all'imperante positivismo, voleva soddisfare la necessità di un'etica basata su valori ideali e religiosi contrapponendola a una morale utilitaristica di origine sociologica.
In questa direzione si sviluppava la filosofia della religione di Thomas Hill Green e di Edward Caird, applicando il sistema dialettico hegeliano ai principi religiosi.
Tra i neohegeliani inglesi si distinse Francis Herbert Bradley che con l'opera Apparenza e realtà del 1893 affermava l'aspetto contraddittorio dell'esperienza sensibile e la necessità di andare oltre la contingenza, attingendo all'assoluto hegeliano come sintesi di finito ed infinito. In effetti l'assoluto come lo presentava Bradley appariva con un'impostazione quasi neoplatonica per cui l'aspetto finito della realtà scompariva rispetto alla prevalenza dell'infinito. 
Contro la concezione di Bradley si svilupparono accese polemiche dove si rivendicava con Bernard Bosanquet la funzione essenziale della contraddizione nella dialettica hegeliana, e con l'ultimo importante esponente del neohegelismo inglese, John Ellis McTaggart, il richiamo, nell'opera La natura dell'esistenza (1921-1927), agli aspetti spirituali del pensiero hegeliano.
La crisi del neoidealismo inglese si ebbe con James Black Baillie, che con lo scritto Studi sulla natura umana, di fronte al dramma della prima guerra mondiale, ripudiò l'ottimismo idealistico dello storicismo hegeliano e tornò alla tradizionale filosofia empiristica inglese.

## Il neohegelismo statunitense
Dopo la ricezione del kantismo e dell'idealismo critico nell'ambito del trascendentalismo americano, da parte soprattutto di Hedge ed Emerson, nel 1890 con alcuni studi critici ad opera di William Torrey Harris sulla Logica hegeliana, l'interesse per il pensiero hegeliano, considerato soprattutto nei suoi aspetti religiosi, si diffuse anche negli Stati Uniti.
Massimo interprete di questa corrente religiosa neohegeliana fu Josiah Royce, fautore di una fusione fra la tradizione del soggettivismo berkeleiano e la problematica delle filosofie dello spirito post-kantiane; egli non fu tuttavia immune dall'influsso del pragmatismo, come si vede per esempio dall'interpretazione che dava del Cristianesimo, nella sua opera più significativa The Hope of the Great Community del 1916, inteso e spiegato nella sua funzione di vincolo etico-sociale della comunità dei credenti. Royce cioè avanzava l'ideale della nascita di una "Grande comunità" cristiana libera dagli aspetti deteriori del sistema capitalistico.

## Il neohegelismo italiano

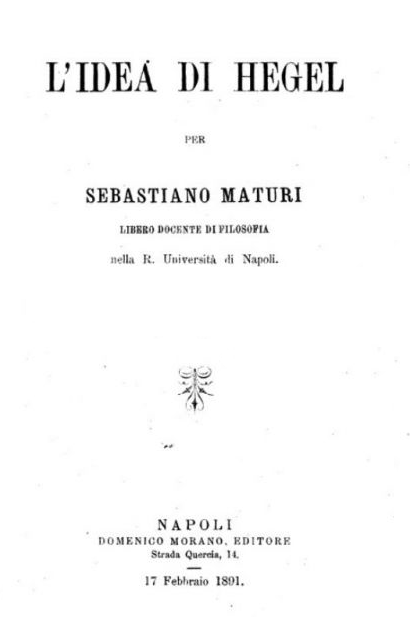
Un trattato filosofico di Sebastiano Maturi, uno degli hegeliani di Napoli, intitolato L'Idea di Hegel (1891)

L'interesse per la dottrina hegeliana in Italia, che costituì la principale corrente filosofica del Risorgimento (oltre allo spiritualismo di Rosmini e Gioberti), si diffuse in particolare a Napoli, soprattutto per l'influsso delle opere di Augusto Vera e Bertrando Spaventa, senza omettere l'importanza che ebbero a questo scopo gli studi di Francesco De Sanctis sull'Estetica hegeliana.
Spaventa può essere considerato l'iniziatore in Italia di quell'interpretazione del pensiero hegeliano che associava a temi idealistici la dottrina kantiana e fichtiana. Per questo filosofo la parte più rilevante della dottrina hegeliana, intesa quasi in senso fichtiano, riguarda la soggettività della coscienza e l'atto del pensare, prevalente rispetto alle fasi dell'oggettivazione e della sintesi: è la Mente la protagonista di ogni originaria produzione.
Altri esponenti del nascente idealismo italiano furono Domenico Mazzoni in Toscana, e Giambattista Passerini in Lombardia, ma è soprattutto nel Meridione, dove il Romanticismo si mostrò più ricettivo verso gli impulsi di quello tedesco, che si formò una generazione denominata degli «hegeliani di Napoli» cresciuti nelle scuole di Vera e Spaventa, come Stefano Cusani, Stanislao Gatti, Angelo Camillo De Meis, e ancora successivamente Francesco Fiorentino, Vittorio Imbriani, Donato Jaja, Felice Tocco, Pasquale Villari, Andrea Angiulli, Sebastiano Maturi, sebbene la maggior parte di quest'ultimi si volse in seguito verso le tendenze culturali del positivismo.

### Giovanni Gentile e Benedetto Croce
L'interpretazione di Bertrando Spaventa dell'Idea di Hegel, ricondotta nell'alveo dell'autocoscienza trascendentale, fu ripresa nel 1913 da Giovanni Gentile, che con la pubblicazione de La riforma della dialettica hegeliana faceva coincidere la Logica del pensatore tedesco, intesa come categoria in perenne divenire, con l'atto puro del pensiero, perpetuo e onnipresente, in cui trasfondeva tutta la realtà della natura, della storia e dello spirito.
L'attualismo gentiliano è stato visto pertanto come sintesi e massimo punto di approdo delle tradizioni kantiana ed hegeliana, che avevano anche segnato la filosofia italiana risorgimentale dell'Ottocento.
A questa visione soggettivistica di Gentile si contrappose, fin dal 1913, Benedetto Croce (pronipote dello stesso Spaventa), che nel suo Saggio sullo Hegel interpretava il pensiero hegeliano come storicismo immanentistico: anche lui rinnovava in modo diverso la dialettica hegeliana degli opposti, integrandola con quella dei "distinti", ossia i quattro momenti in cui si articola la vita dello Spirito. Il rapporto fra questi veniva da lui inteso all'insegna appunto della distinzione, non dell'opposizione che vale unicamente all'interno di ciascuno di essi: bello-brutto nell'Estetica, vero-falso nella Logica, utile-dannoso nell'Economia, bene-male nell'Etica.
Dopo aver caratterizzato la cultura filosofica italiana per oltre un quarantennio il neohegelismo nel secondo dopoguerra entrò in crisi sostituito dall'esistenzialismo, dal neopositivismo, dalla fenomenologia e dal marxismo.